# Carl Carlton
Carl Carlton (Detroit, Michigan, 21 de maio de 1952 é um cantor, ator e compositor norte-americano. mais conhecido por seus hits "Everlasting Love", "She's a Bad Mama Jama (She's Built, She's Stacked)" e "Baby I need your loving".

## Carreira

### Início
Durante o fim de 1960, Carl Carlton entra em cena como "Little Carl", uma jogada de marketing para divulgar seu trabalho mais rapidamente, já que sua voz lembrava muito a de Stevie Wonder. Depois de emplacar alguns hits localmente, Carlton assina um contrato com Don D. Robey e muda-se para Houston, Texas, cidade de sua nova gravadora, a Back Beat Records. Carlton alcançou grandes sucessos com sua nova gravadora, incluindo o seu primeiro grande sucesso, um remake do disco de Robert Knight, “Everlasting Love", que chegou a sexta posição na E.U.A Billboard Hot 100.

### Disputa de royalites
Mais tarde, seu empresário vende seus direitos para a ABC Records em 1972, e em 1976, Carlton entra em uma disputa de royalties com a nova proprietária, que o levou a parar de gravar por algum tempo. Em seguida, ele assina com a Mercury Records, em 1977, mas só lança um single com ela. Carlton foi incapaz de conseguir um novo contrato por vários anos, até que Leon Haywood o ajudou a chegar a um acordo com a 20th Century Records.

### "She's a Bad Mama Jama"
"She's a Bad Mama Jama", se tornou um grande sucesso, atingindo o #2 na parada Soul resultando numa nomeação para o Grammy na categoria 'Melhor Performance R&B Masculina'. Seu álbum seguinte, ‘Carl Carlton', conquistou o disco de ouro em 1981 e seu maior single, se tornou um marco no cenário e em coletâneas R&B/Soul.

### Presença em "Sol de Verão" Internacional em 1982
Baby I need your lovin' fez grande sucesso no Brasil em 1982, integrando a trilha sonora internacional da telenovela da Rede Globo, "Sol de Verão" de Manoel Carlos, exibida entre outubro de 1982 e março de 1983. Esta novela ficou marcada pela morte de Jardel Filho, intérprete do protagonista Heitor.

### Década de 1990 e depois
Carlton lançou diversos álbuns durante a década de 80, mas conseguiu emplacar poucos hits e finalmente, foi se distanciando dos olhos do público. Tentou retornar ao cenário musical em 1994 com o álbum ‘Main Event’ que também falhou nos charts. No final de 2002, Carlton apareceu novamente ao público, junto a várias estrelas da música R&B/Soul na série americana ‘Rhythm, Love, and Soul’. Sua performance de ‘Everlasting Love’ foi incluída na trilha sonora ao vivo da série que foi lançada em 2004.

## Discografia
EverlastingThe Best of Carl Carlton
Lançado em: 1 de Maio de 2009
Cahoots and RootsLive
Lançado em: 20 de Setembro de 2004
Love and Respect
Lançado em: 1 de Julho de 2003
Alone But Never Alone
Lançado em: 26 de Maio de 2003
Main Event
Lançado em: 9 de Maio de 1994
Drop by My Place
Lançado em: Janeiro de 1988
Private Property
Lançado em: Janeiro de 1985
The Bad C.C.
Lançado em: Janeiro de 1982
Carl Carlton
Lançado em: Janeiro de 1981
I Wanna Be with You
Lançado em: Janeiro de 1975
Everlasting Love
Lançado em: Janeiro de 1974
You Can't Stop a Man in Love
Lançado em: Janeiro de 1973